# Edvard Sager
John Edvard Magnus Sager, född 6 oktober 1853 i Nykyrka församling, Skaraborgs län, död 8 januari 1939 i Nykyrka församling, Skaraborgs län, var en svensk förste hovstallmästare.

## Biografi
Edvard Sager var känd som delägare från 1880 av nuvarande statsministerbostaden Sagerska palatset på Strömgatan i Stockholm, samt byggherre för numera rivna Sagerska husen på Hamngatan. Sager var en av Stockholms Golfklubbs grundare. Han hörde till släkten Sager, var bror till Robert Sager, gift med Ida Fock och far till John-Henry Sager.
Sager blev hovstallmästare vid kungliga hovstaterna 1896 och förste hovstallmästare 1918.

## Utmärkelser

### Svenska utmärkelser
- Konung Oscar II:s och Drottning Sofias guldbröllopsminnestecken, 1907.[5]
- Konung Oscar II:s jubileumsminnestecken, 1897.[5]
- Konung Gustaf V:s jubileumsminnestecken med anledning av 70-årsdagen, 1928.[7]
- Kronprins Gustafs och Kronprinsessan Victorias silverbröllopsmedalj, 1906.[5]
- Kommendör av första klassen av Nordstjärneorden, 8 december 1923.[8]
- Kommendör av första klassen av Vasaorden, 6 juni 1917.[9]
- Kommendör av andra klassen av Vasaorden, 13 oktober 1900.[10]
- Riddare av första klassen av Svärdsorden, 1897.[11]

### Utländska utmärkelser
- Kommendör av första klassen av Badiska Zähringer Löwenorden, senast 1910.[12]
- Riddare av andra klassen av Preussiska Kronorden, senast 1910.[12]
- Kommendör av andra klassen av Sachsiska Albrektsorden, senast 1910.[12]
- Tredje klassen av Osmanska rikets Meschidie-orden, senast 1910.[12]
- Riddare av Franska Hederslegionen, senast 1910.[12]
- Riddare av Portugisiska Torn- och svärdsorden, senast 1910.[12]